# 4-idrossibutirrato deidrogenasi
La 4-idrossibutirrato deidrogenasi è un enzima appartenente alla classe delle ossidoreduttasi, che catalizza la seguente reazione:
4-idrossibutanoato + NAD+ ⇄ succinato semialdeide + NADH + H+